# Gunung Mangki
Gunung Mangki är en kulle i Indonesien.   Den ligger i provinsen Aceh, i den västra delen av landet, 1 800 km nordväst om huvudstaden Jakarta. Toppen på Gunung Mangki är 151 meter över havet.
Terrängen runt Gunung Mangki är platt åt nordost, men åt sydväst är den kuperad.Runt Gunung Mangki är det tätbefolkat, med 442 invånare per kvadratkilometer. Närmaste större samhälle är Sigli, 13,4 km nordost om Gunung Mangki. Trakten runt Gunung Mangki består till största delen av jordbruksmark.